# بيلي سكوت (لاعب كرة قدم أسترالية)
بيلي سكوت (بالإنجليزية: Bailey Scott)‏ هو لاعب كرة قدم أسترالية أسترالي، ولد في 9 يوليو 2000.

## وصلات خارجية
- بيلي سكوت على موقع AustralianFootball.com (الإنجليزية)
- بيلي سكوت على موقع AFLtables.com (الإنجليزية)